# Скалярна матриця
Скалярна матриця — діагональна матриця, елементи головної діагоналі якої є рівними між собою. Прикладами скалярної матриці є одинична матриця і нульова матриця.
{\displaystyle A_{n}={\begin{pmatrix}a&0&\cdots &0&0\\0&a&\cdots &0&0\\\vdots &\vdots &\ddots &\vdots &\vdots \\0&0&\cdots &a&0\\0&0&\cdots &0&a\end{pmatrix}}}

## Властивості
- Скалярна матриця — добуток скаляра і одиничної матриці.

{\displaystyle a\cdot E_{n}=A_{n}}
- Множина скалярних матриц {\displaystyle n\times n} — це матриці, які комутують з усіма матрицями {\displaystyle n\times n}, тобто для будь-якої скалярної матриці {\displaystyle S} і матриці {\displaystyle A} того ж разміру {\displaystyle AS=SA.}
- {\displaystyle \operatorname {det} A_{n}=a^{n}}
- {\displaystyle \operatorname {rang} A_{n}={\begin{cases}n,&a\not =0\\0,&a=0.\end{cases}}}
- {\displaystyle A_{n}^{-1}={\frac {1}{a}}E_{n}}, де {\displaystyle E_{n}} — одинична матриця
- Скалярні матриці утворюють поле, ізоморфне полю, якому належать елементи матриці.

Скалярною матрицею над полем Р називають матрицю, яка має на головній діагоналі один і той самий елемент {\displaystyle a}, а поза головною діагоналлю - нулі. Множина {\displaystyle R_{n}^{*}} усіх скалярних матриць n-го порядку над полем дійсних чисел є комутативним кільцем.

###### Приклади
Нехай {\displaystyle Q_{a}={\begin{pmatrix}a&0&...&0\\0&a&...&0\\.&.&.&.\\0&0&...&a\end{pmatrix}}} та {\displaystyle Q_{b}={\begin{pmatrix}b&0&...&0\\0&b&...&0\\.&.&.&.\\0&0&...&b\end{pmatrix}}} є стихійно вибрані
матриці з множини {\displaystyle R_{n}^{*}}. Тоді
{\displaystyle Q_{a}+Q_{b}={\begin{pmatrix}a+b&0&...&0\\0&a+b&...&0\\.&.&.&.\\0&0&...&b\end{pmatrix}},} {\displaystyle Q_{a}-Q_{b}={\begin{pmatrix}a-b&0&...&0\\0&a-b&...&0\\.&.&.&.\\0&0&...&a-b\end{pmatrix}},} {\displaystyle Q_{a}Q_{b}={\begin{pmatrix}ab&0&...&0\\0&ab&...&0\\.&.&.&.\\0&0&...&ab\end{pmatrix}}}
також є скалярними матрицями і, відповідно, належать множині {\displaystyle R_{n}^{*}}. 